# Delo (Tageszeitung)
Delo (deutsch: Die Arbeit) ist die größte, renommierteste und einflussreichste slowenische Tageszeitung.
Sie gilt als Qualitätszeitung, vergleichbar mit der Süddeutschen Zeitung. Sie wurde 1959 gegründet und erscheint in Ljubljana.

## Geschichte
Die Eigentümer der Zeitung waren bis 2015 die slowenische Brauerei Pivovarna Laško (80,83 %) und deren Tochtergesellschaft, der Getränkehersteller Radenska. Nach mehreren Jahren erfolgloser Suche nach einem neuen Eigentümer wurde im Zuge der Übernahme der Brauerei durch den Heineken-Konzern die Zeitung an die slowenische Industrieholding FMR (Mitbesitzer der Kolektor Group von Stojan Petrič) veräußert, ebenso die meistgelesene slowenische Boulevardzeitung Slovenske novice mit 63.000 Exemplaren.
Die Wurzel von Delo ist der Zeitungsverlag "Slovenski poročevalec" (deutsch: Der slowenische Berichterstatter), der 1955 aus der Vereinigung der Unternehmen "Slovenski poročevalec", "Tiskarna Slovenskega poročevalca" (Druckerei des Slovenski poročevalec) und "Tovariš" (deutsch: Der Genosse) entstand. Im Jahre 1959 erschien die erste Ausgabe von Delo, nachdem die Zeitungen Slovenski poročevalec und "Ljudska pravica" (deutsch: Die Volksgerechtigkeit) verschmolzen wurden. Die Sonntagsausgabe ist eine Zusammenfassung der Ereignisse der Woche. Ihr Name NeDelo ist ein Wortspiel, wörtlich übersetzt bedeutet es NichtArbeiten und spielt auf Nedelja (slow. für Sonntag) an.
Im Jahre 1980 erreichte die Zeitung ihren Auflage-Rekord von 100.000 Stück und war nach der in Belgrad erscheinenden Zeitung Politika die am häufigsten gelesene Zeitung in Jugoslawien.
Samstags erscheint eine umfangreiche Beilage (Sobotna priloga) mit ausführlichen Kommentaren.